# Тимофій I Александрійський
Тимофій I Александрійський (? — бл. 20 липня 384) — 22-й Папа Александрійський і Патріарх Престолу Святого Марка.
Головував на Другому Вселенському соборі в Константинополі, скликаному імператором Феодосієм.